# Léon Comès
Adolphe Léon Comès (* 11. Februar 1889 in Perpignan; † 16. Oktober 1915 in Saint-Étienne-au-Temple) war ein französischer Radrennfahrer.

## Sportliche Laufbahn
Comès war im Bahnradsport aktiv. 1908 wurde er Dritter in der nationalen Meisterschaft im Sprint. 1909 gewann er mit dem Grand Prix d’Angers das älteste französische Turnier im Sprint. 1910 wurde er Zweiter im Grand Prix Kopenhagen. 1914 konnte er das Sechstagerennen von Paris mit Léon Hourlier als Partner gewinnen. 1911 wurde er Zweiter im Sechstagerennen von Frankfurt am Main, 1912 Zweiter in Brüssel.
Im Ersten Weltkrieg war er Pilot in der französischen Armee. Er kam bei einem Flugzeugabsturz gemeinsam mit Léon Hourlier ums Leben.
In Paris wurde zu Ehren der beiden Rennfahrer der Prix Hourlier-Comès veranstaltet.

## Familiäres
Der französische Bahnsprinter Léon Hourlier war sein Schwager, der mit der Opernsängerin Alice Comès verheiratet war.